# Devon Sawa
Devon Sawa   (Vancouver, 7 de setembre de 1978) Devon Edward Sawa és un actor canadenc. Va començar a actuar de jove, apareixent en les pel·lícules Little Giants (1994), Casper (1995), Now and Then (1995), Night of the Twisters (1996), Wild America (1997), i SLC Punk! (1998).
El 1999 va protagonitzar la comèdia negra Idle Hands amb Jessica Alba. Un any més tard, va ser triat per a interpretar Alex Browning en la pel·lícula de terror sobrenatural Final Destination. De 2010 a 2013, va fer d'Owen Elliot a la sèrie d'acció i espies Nikita.

## Filmografia

### Cinema
| Any  | Títol                         | Paper                          | Notes           |
| ---- | ----------------------------- | ------------------------------ | --------------- |
| 1994 | Little Giants                 | Junior Floyd                   |                 |
| 1995 | Casper                        | Casper McFadden (forma humana) |                 |
| 1995 | Now and Then                  | Scott Wormer                   |                 |
| 1996 | Night of the Twisters         | Danny Hatch                    |                 |
| 1997 | The Boys Club                 | Eric                           |                 |
| 1997 | Wild America                  | Mark Stouffer                  |                 |
| 1998 | A Cool, Dry Place             | Noah Ward                      |                 |
| 1998 | SLC Punk!                     | Sean                           |                 |
| 1998 | Around the Fire               | Simon Harris                   |                 |
| 1999 | Idle Hands                    | Anton Tobias                   |                 |
| 2000 | Final Destination             | Alex Browning                  |                 |
| 2000 | The Guilty                    | Nathan Corrigan                |                 |
| 2000 | Eminem: E                     | Stan                           | Segment: "Stan" |
| 2002 | Slackers                      | Dave Goodman                   |                 |
| 2002 | Extreme Ops                   | Will                           |                 |
| 2005 | Extreme Dating                | Daniel Roenick                 |                 |
| 2005 | Shooting Gallery              | Paul the Pawn                  | Directe a vídeo |
| 2006 | Devil's Den                   | Quinn                          |                 |
| 2009 | Creature of Darkness          | Andrew                         |                 |
| 2010 | Random Walk                   |                                | Curtmetratge    |
| 2010 | Endure                        | Zeth Arnold                    |                 |
| 2011 | 388 Arletta Avenue            | Bill Burrows                   |                 |
| 2012 | The Philly Kid                | Jake                           |                 |
| 2013 | A Resurrection                | Travis                         |                 |
| 2014 | A Warden's Ransom             | Miller                         |                 |
| 2015 | The Exorcism of Molly Hartley | Frare John Barrow              | Directe a vídeo |
| 2015 | Life on the Line              | Duncan                         |                 |
| 2016 | Punk's Dead                   | Sean                           |                 |
| 2019 | Escape Plan: The Extractors   | Lester Clark Jr.               |                 |
| 2019 | The Fanatic                   | Hunter Dunbar                  |                 |
| 2021 | Black Friday                  |                                |                 |

Fonts: